# Anthony Vanden Borre
Anthony Vanden Borre (Likasi, 1987. október 24. –) belga visszavonult belga válogatott labdarúgó.

## Sikerei, díjai
Anderlecht
- Belga bajnok (5): 2003–04, 2004–05, 2006–07, 2012–13, 2013–14
- Belga szuperkupagyőztes (2): 2004, 2013

Portsmouth
- Angol kupadöntős (1): 2009–10

Genk
- Belga bajnok (1): 2010–11
- Belga szuperkupagyőztes (1): 2011